# Герб Тараза
Герб Тараза — официальный символ города Тараз, отражающий историческое значение. Современный герб был утвержден в 1997 году.

## Описание
Описание нынешнего герба города Тараз:
На современном гербе города изображен барс внутри восьмиконечной звезды, древняя крепость, синий пояс, символизирующий реку Талас.

## История

### Ранний герб
Изображение раннего герба Тараза было найдено в середине XX-века во время строительных работ на центральной площади города. На древних хумах красовался герб Тараза X—XIII веков — барс с поднятой лапой.

### Герб Аулие-Аты

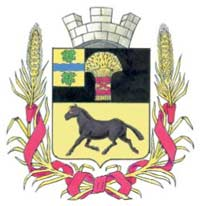
Герб Аулие-Аты (Тараз) в составе Российской империи

21 апреля 1909 года был пожалован вместе с другими гербами Сырдарьинской области. Герб изображался в виде пересеченного щита.
В верхней черной части, золотой, перевязанной червленою лентою сноп пшеницы; в нижней золотой части черный конь с червлеными глазами. В вольной части герб Сыр-Дарьинской области. Щит увенчан серебряною о трех зубцах башенною короною и окружен двумя золотыми колосьями, соединенными Александровскою лентою.Полное собрание законов Российской империи № 31731

### Герб Джамбула
С 1950-х годов и до середины 1990-х герб областного центра Джамбула представлял собой щит с изображением символов индустриального города: химической колбы, строительного крана, фабричной трубы и традиционного пшеничного колоса.

### Герб Тараза

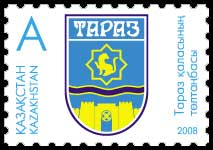
Почтовая марка «Герб города Тараз»

Действующий герб города был создан в 1997 году, после того как городу было возвращено его историческое название — Тараз. Автором стал архитектор который на тот момент был главным архитектором Жамбылской области Салават Дембаев. В композиции он отразил крепостные стены древнего города, шанырак и барса с поднятой лапой — символ возрождённого Тараза, некогда значимого центра на Великом Шёлковом пути.